# Ironcast
Ironcast — відеогра 2015 року в жанрі покрокової стратегії з елементами жанру «три в ряд». У грі є процедурно згенеровані місії та перманентна смерть, основні елементи жанру rogue-подібної гри. Гра була розроблена компанією Dreadbit і випущена для платформ PC у березні 2015 року, PS4 та Xbox One у березні 2016 року, а версія для Nintendo Switch — у серпні 2017 року.

## Ігровий процес
Дія гри розгортається у стимпанковому світу XIX століття, гравець керує роботами-меха і повинен використати їх для відбиття французького вторгнення до Британії. Гравці можуть обирати з безлічі місій, успішне завершення яких винагороджує гравця ремонтом та модернізацією свого робота. Місії проводяться за системою «три в ряд», з кольоровими плитками на сітці, що представляють ресурси, необхідні для роботи машин.

## Виробництво
Ironcast розроблений Dreadbit, студією, що була заснована Данієлем Лівером, колишнім головним дизайнером Media Molecule. Частково гра була профінансована через кравдфандингову кампанію на Kickstarter, зібравши £10,183 у жовтні 2014 році.

## Огляди
Гра отримала позитивні відгуки критиків на персональних комп'ютерах та Xbox One з оцінками Metacritic 75/100 та 78/100 відповідно, а також змішані відгуки на PlayStation 4 з оцінкою Metacritic 70/100. Крістіан Донлан, рецензуючи гру на Eurogamer, описав її як «напружену, особистісну та розумну». Джон Вокер з Rock, Paper, Shotgun знайшов її «набагато продуманішою, ніж це було раніше у рольових іграх типу “три в ряд”», хоча й визнав презентацію гри нудною.